# Region kościelny Kampania
Region kościelny Kampania – jeden z szesnastu regionów kościelnych, na które dzieli się Kościół katolicki we Włoszech. Obejmuje swym zasięgiem świecki region Kampania. 

## Podział
- Archidiecezja Neapolu
  - Archidiecezja Kapui
  - Archidiecezja Sorrento-Castellammare di Stabia
  - Diecezja Acerra
  - Diecezja Alife-Caiazzo
  - Diecezja Aversa
  - Diecezja Caserta
  - Diecezja Ischia
  - Diecezja Nola
  - Diecezja Pozzuoli
  - Diecezja Sessa Aurunca
  - Diecezja Teano-Calvi
  - Prałatura terytorialna Pompei

- Archidiecezja benewentyńska
  - Archidiecezja Sant’Angelo dei Lombardi-Conza-Nusco-Bisaccia
  - Diecezja Ariano Irpino-Lacedonia
  - Diecezja Avellino
  - Diecezja Cerreto Sannita-Telese-Sant’Agata de’ Goti
  - Opactwo terytorialne Montevergine

- Archidiecezja Salerno-Campagna-Acerno
  - Archidiecezja Amalfi-Cava de’ Tirreni
  - Diecezja Nocera Inferiore-Sarno
  - Diecezja Teggiano-Policastro
  - Diecezja Vallo della Lucania
  - Opactwo Świętej Trójcy w Cava de’ Tirreni

## Dane statystyczne
Powierzchnia w km²: 13.927

Liczba mieszkańców: 5.986.519

Liczba parafii: 1.828

Liczba księży diecezjalnych: 2.245

Liczba księży zakonnych: 1.325

Liczba diakonów stałych: 593

## Konferencja Episkopatu Kampanii
- Przewodniczący: bp Antonio Di Donna - biskup Acerry
- Wiceprzewodniczący: bp Gennaro Pascarella - biskup Pozzuoli i Ischii
- Sekretarz generalny: bp Antonio De Luca - biskup Teggiano-Policastro